# Пунчак-Мандала
Пунчак-Мандала (до 1963 року Пунчак-Джуліана, індонез. Puncak Mandala) — гора, розташована в провінції Папуа, Індонезії. Висота — 4760 метрів, найвища вершина східного хребта Джаявіджая (Оранж) у горах Маоке і друга за висотою автономна вершина Австралії і Океанії, острова Нової Гвінеї і Індонезії, після гори Пунчак-Джая (4884 м) і розташована від неї за 350 км на схід.

## Геологія
Пунчак-Мандала є одним з трьох найвищих масивів Західної Нової Гвінеї, разом з Пунчак-Джая і Пунчак-Трикора. Цей пік зберігав стійкий крижаний покрив до 1989 року, який до 2003 року повністю розтанув. На основі SRTM-даних, цей пік, швидше за все, вищий, за масив Пунчак-Трикора, який втратив свій крижаний покрив ще приблизно в 1960 році.